# Карлстад
Карлстад (швед. Karlstad) — місто у Швеції, центр лена Вермланд. Розташоване на північному березі озера Венерн. Карлстад — 18-е за величиною місто Швеції з населенням 84 536 жителів.
Карлстад розташований у гирлі найдовшої річки Швеції Кларолвен, яка впадає в озеро Венерн, найбільше за площею озеро країни (і третє за площею в Європі після Ладозького та Онезького озер).

## Історія
Герцог Карл (пізніше король Швеції Карл IX) 5 березня 1584 дарував поселенню статус міста і зробив його центром провінції. Сам Карлстад на той момент налічував 45 будинків. Назва міста дослівно означає місто Карла.
Герцог так само побудував свою резиденцію в місті (швед. Kungsgården, укр. Садиба короля). На місці цієї будови архітектором Крістіаном Халлером (швед. Christian Haller) в 1724—1730 роках був побудований Кафедральний собор Карлстада.
Значний державний переворот в сучасній історії Швеції мав коріння в Карлстаді. У ніч 7 березня 1809, Георг Адлерспарре використав частину ввіреній йому західної армії, щоб зайняти Карлстад. Потім він офіційно проголосив революцію, і 9 березня його армія почала рух у напрямку столиці для сприяння повалення короля Густава IV Адольфа.
Як і багато інших старих міст, Карлстад постраждав від декількох великих пожеж. Після пожежі 2 липня 1865 у місті збереглися лише 7 будинків з 240, у тому числі уцілів кафедральний собор. Після цього Карлстад був перебудований згідно з сітковим шаблоном з широкими вулицями, засадженими деревами.
31 серпня — 23 вересня 1905 в Карлстаді проходили переговори шведських і норвезьких представників про умови розриву Шведсько-норвезької унії.

## Уродженці
- Сара Леандер (1907-1981) — шведська акторка та співачка.
- Інга-Брітт Агленіус (* 1939) — економістка, державний аудитор, колишня заступниця Генерального секретаря ООН.

## Галерея

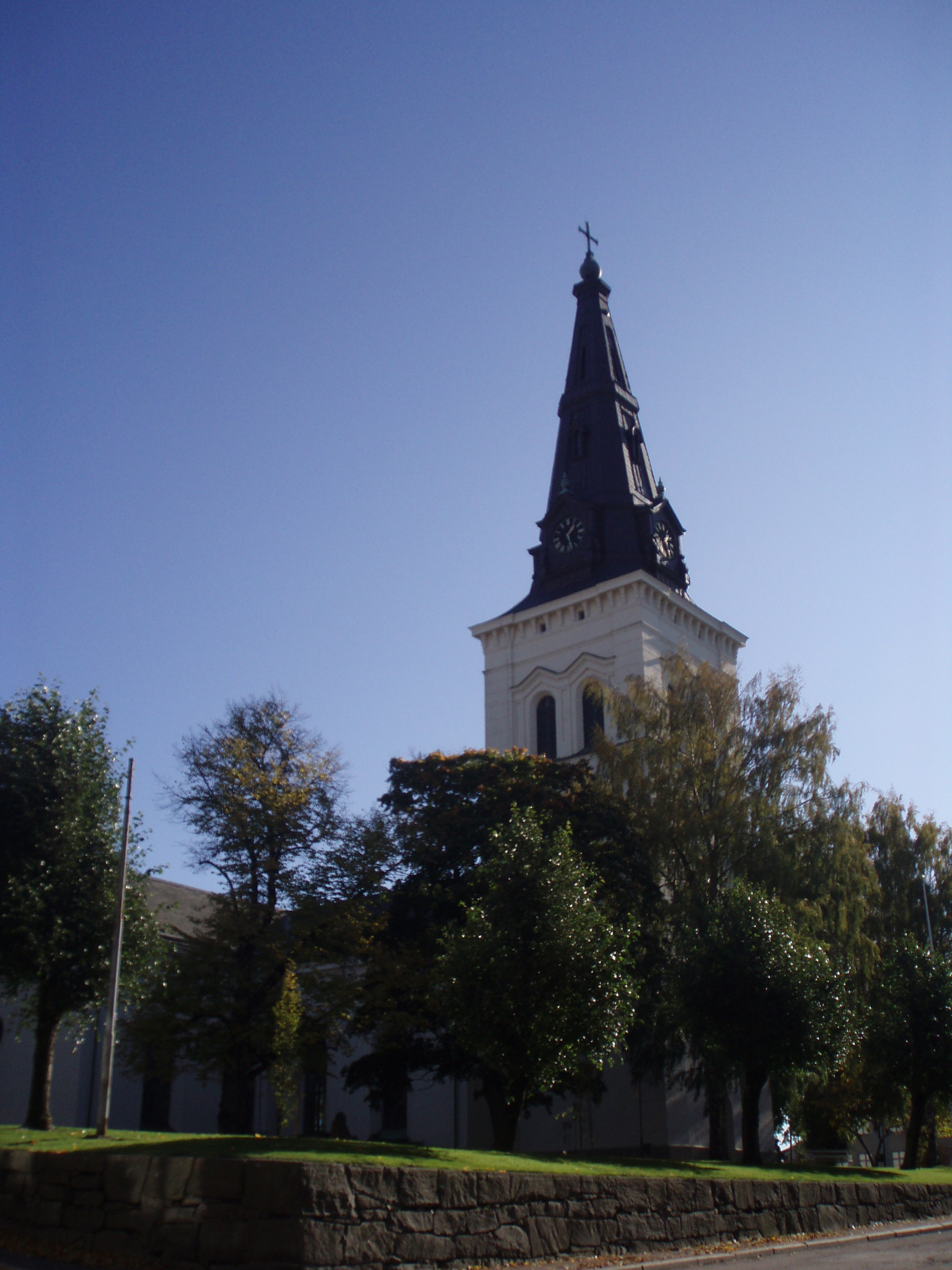
Карлстадський кафедральний собор
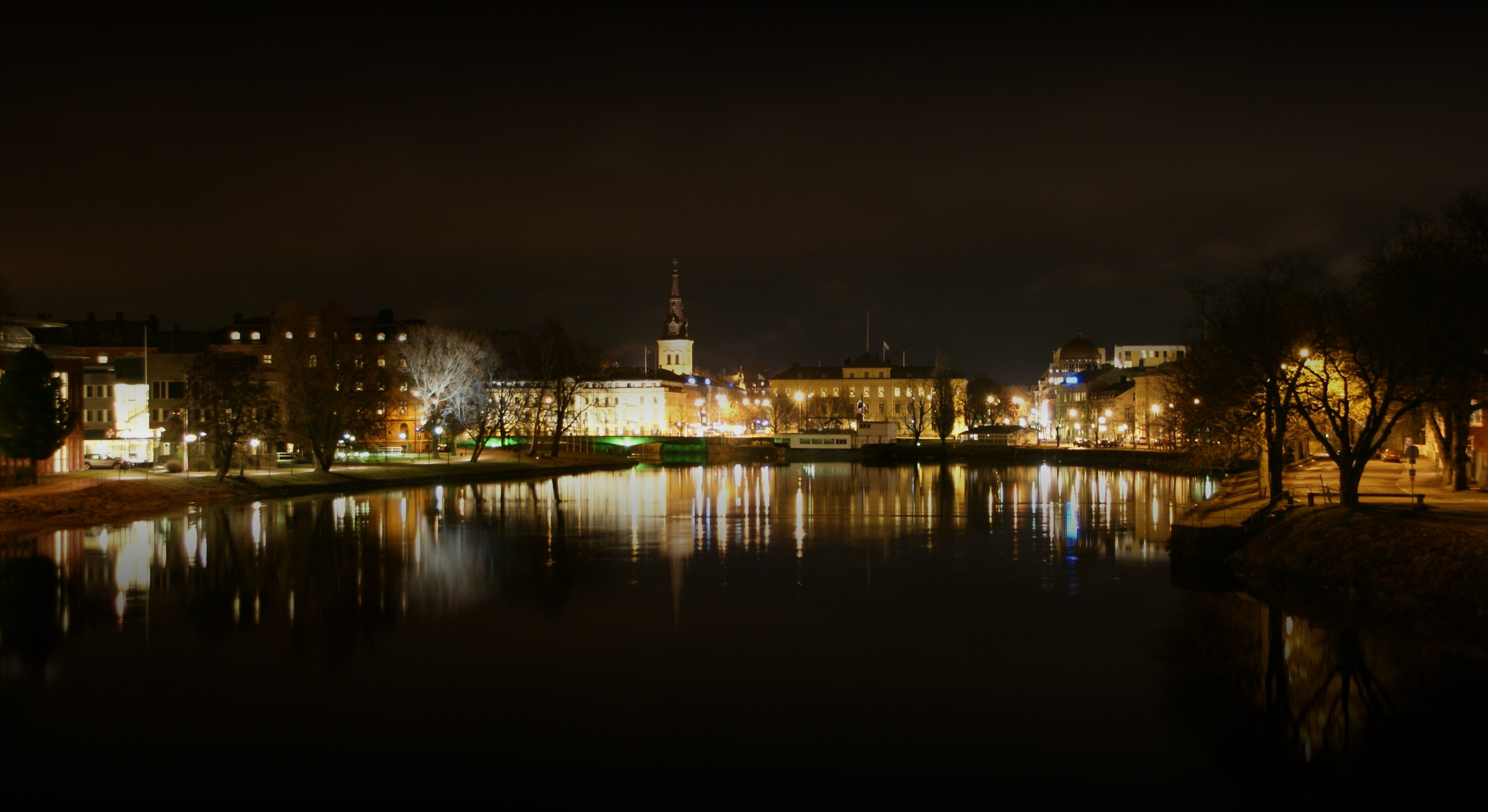
Карлстад з мосту Клараборг
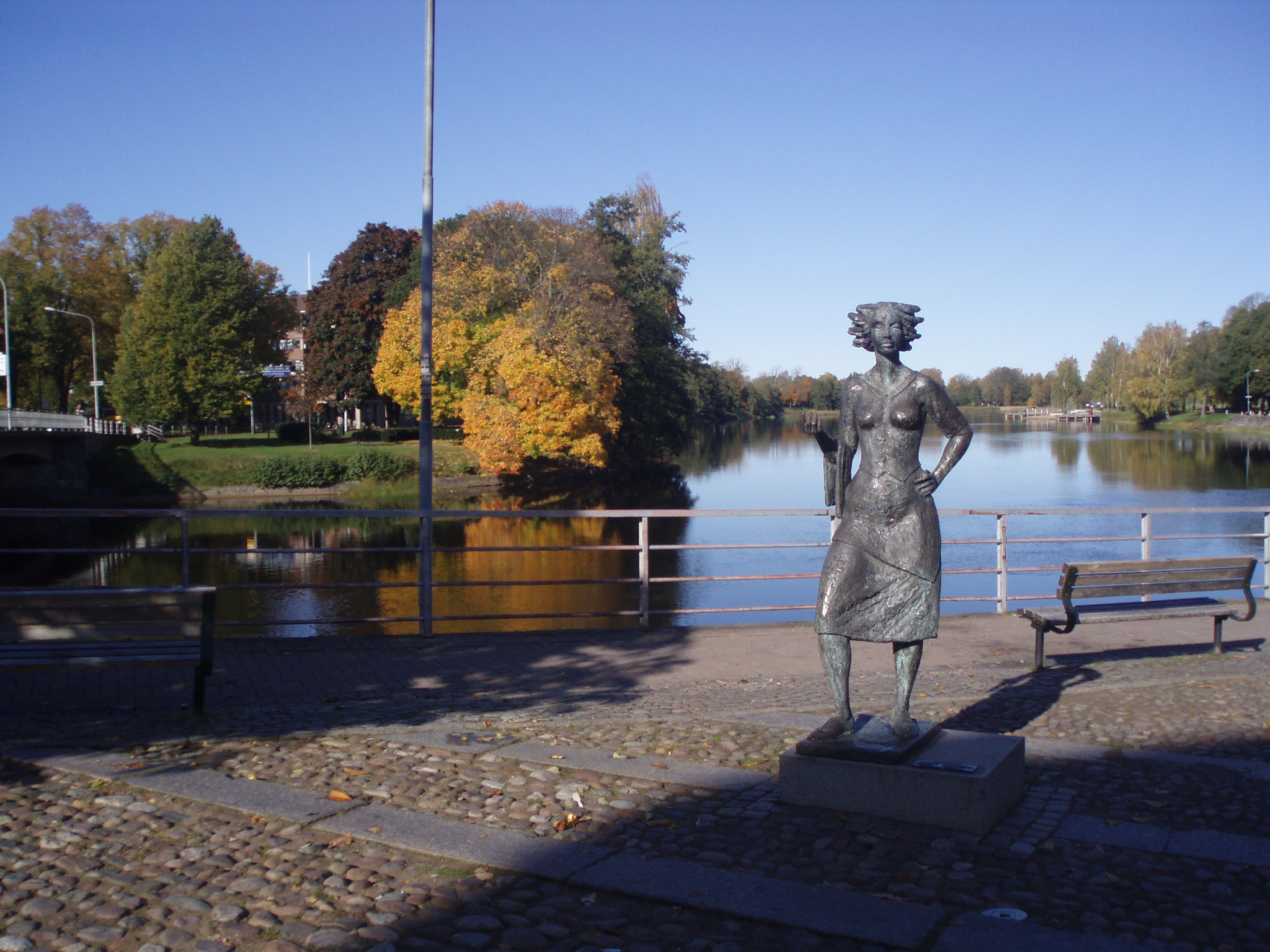
Монумент Sola i Karlstad
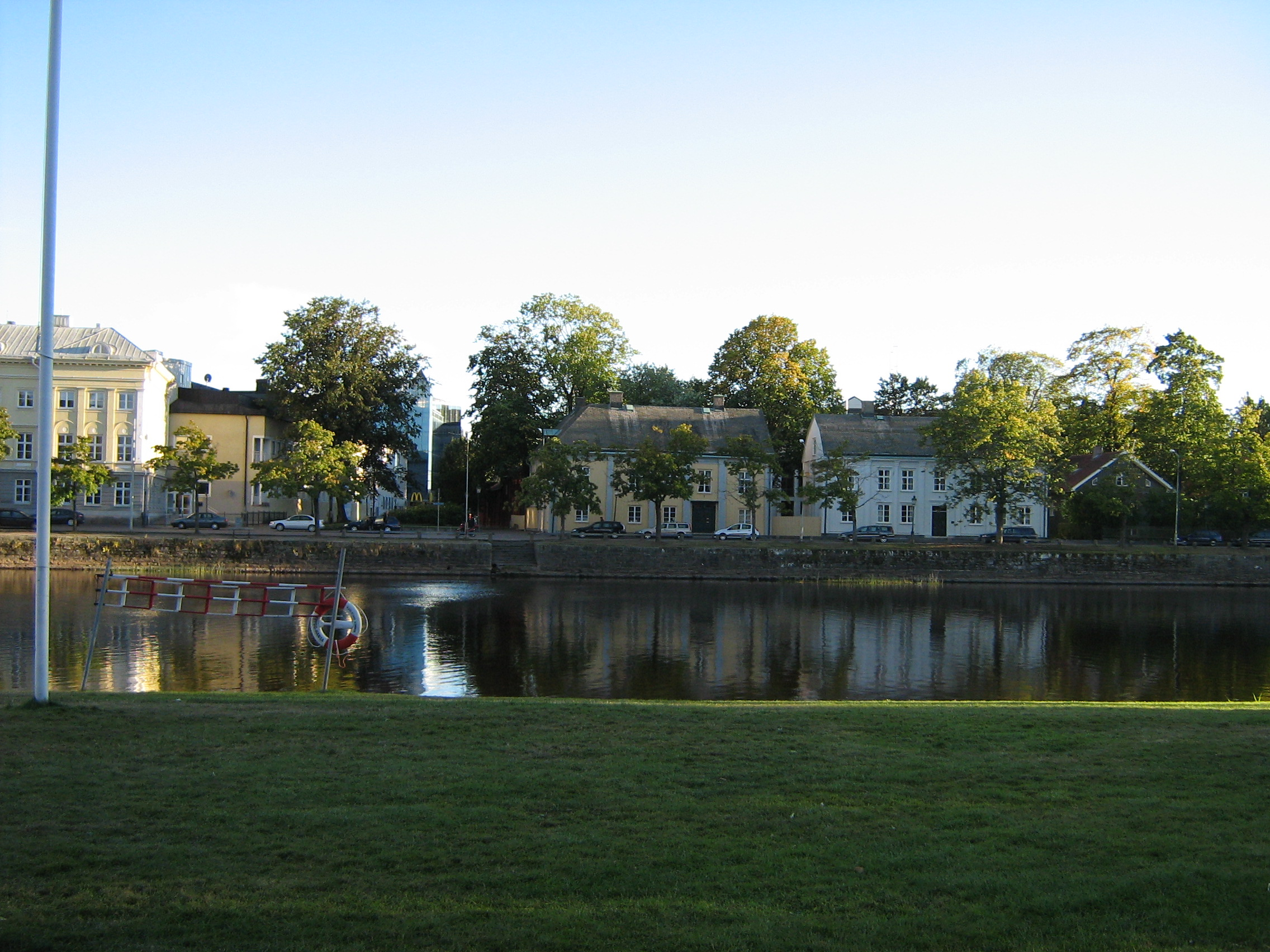
Дерев'яні будинки, що вціліли після пожежі 1865 року
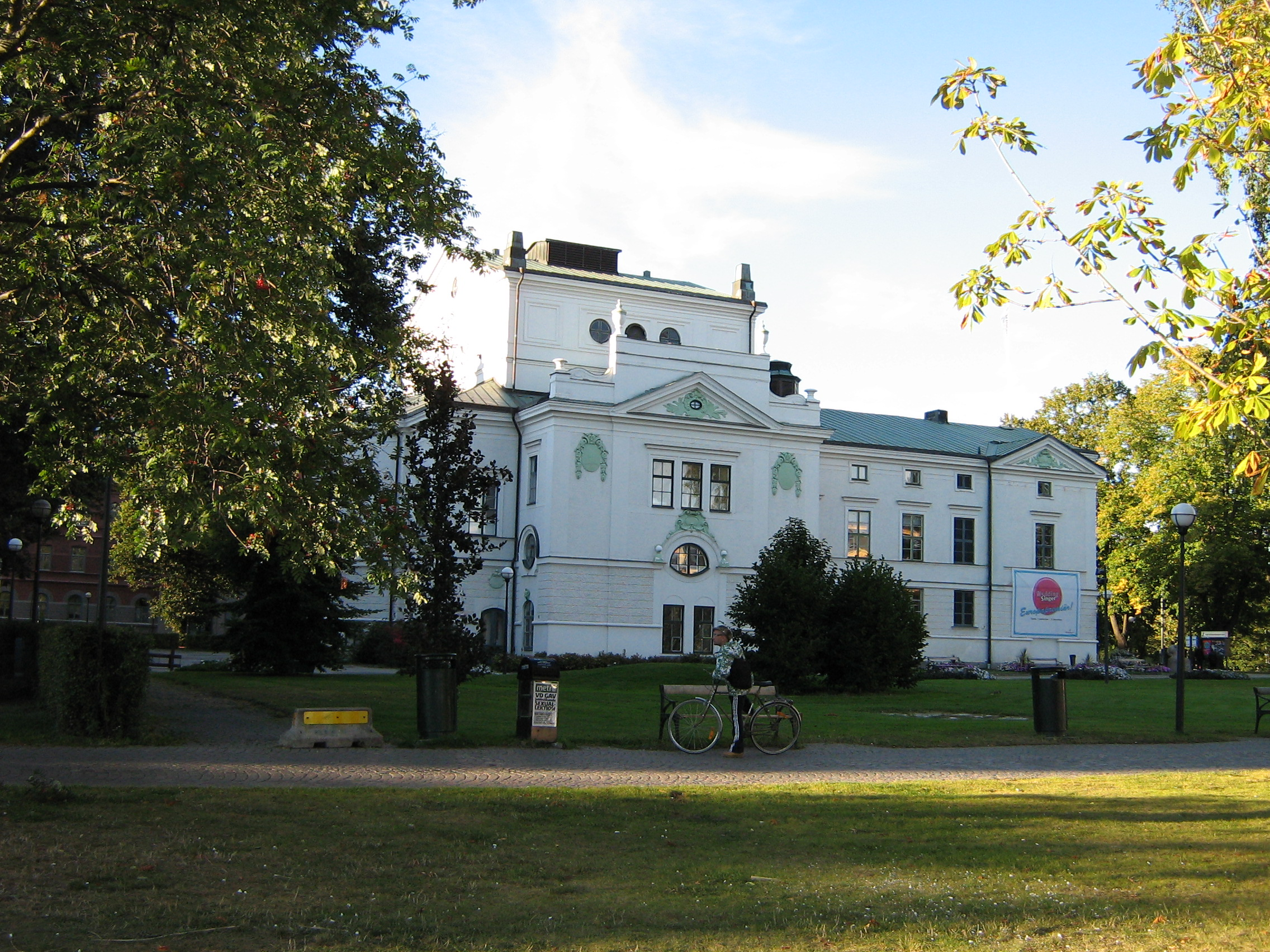
Театр Карлстада
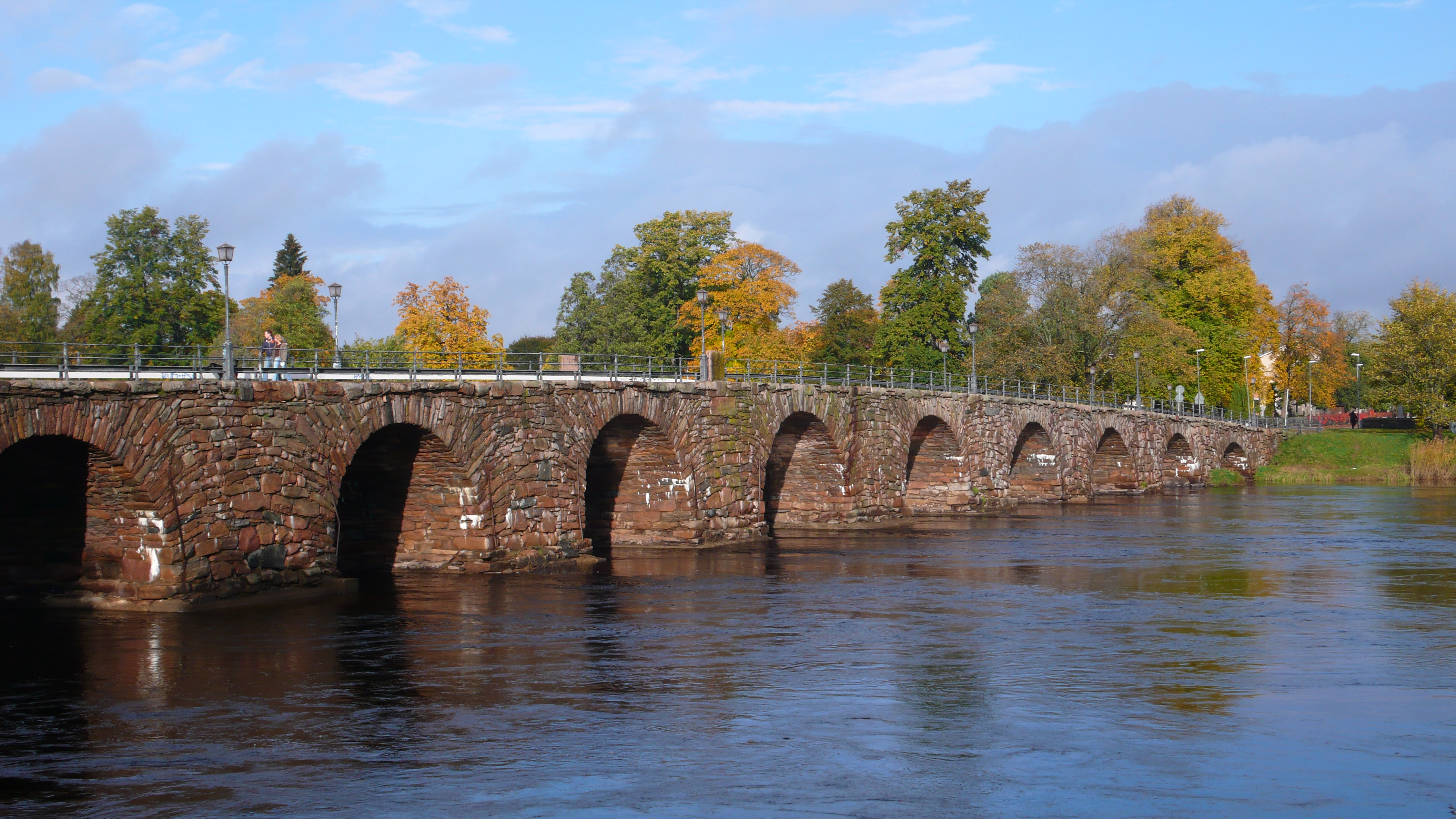
Східний міст
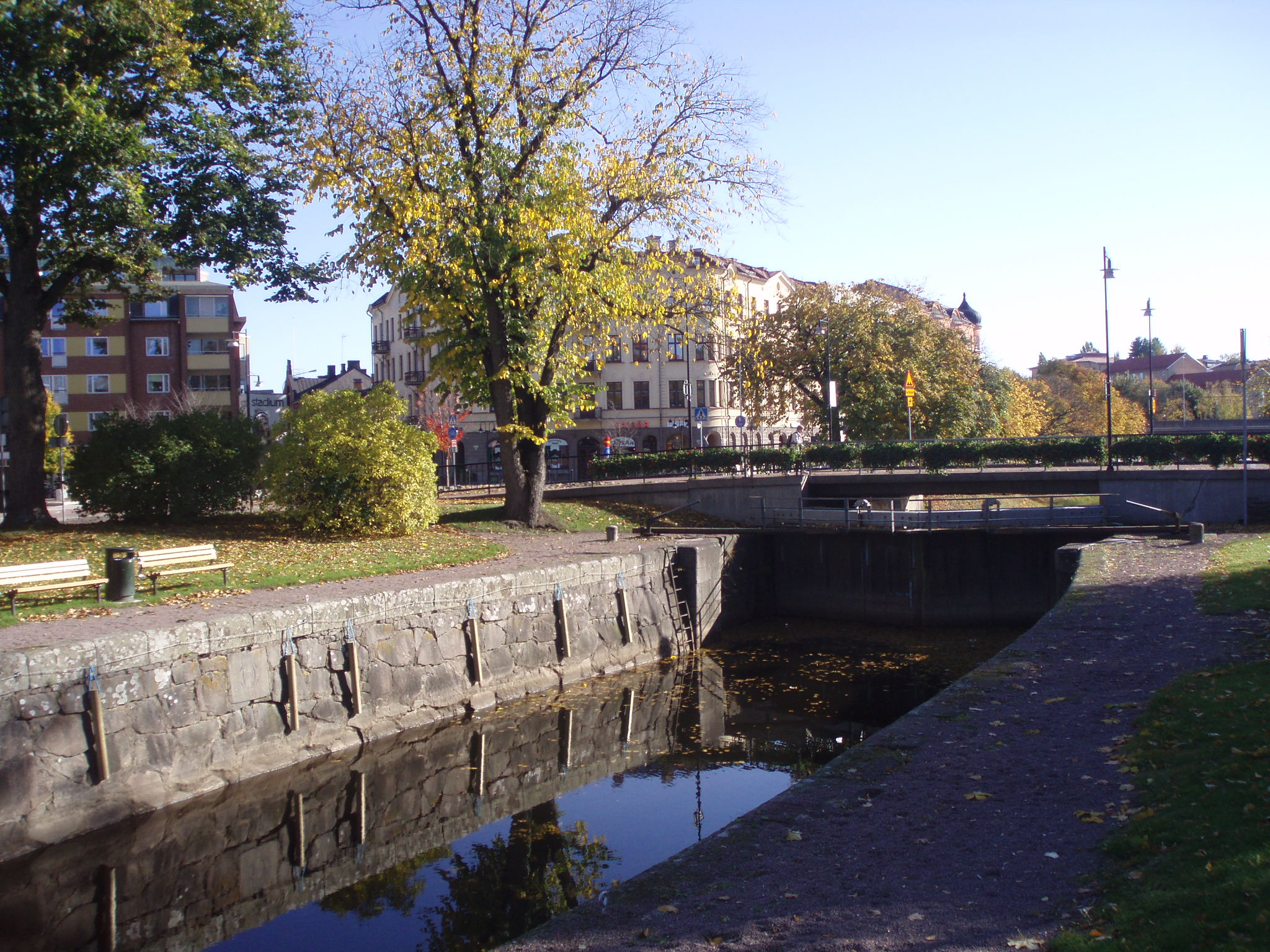
Carlarnas sluss, шлюз з початку 19 століття
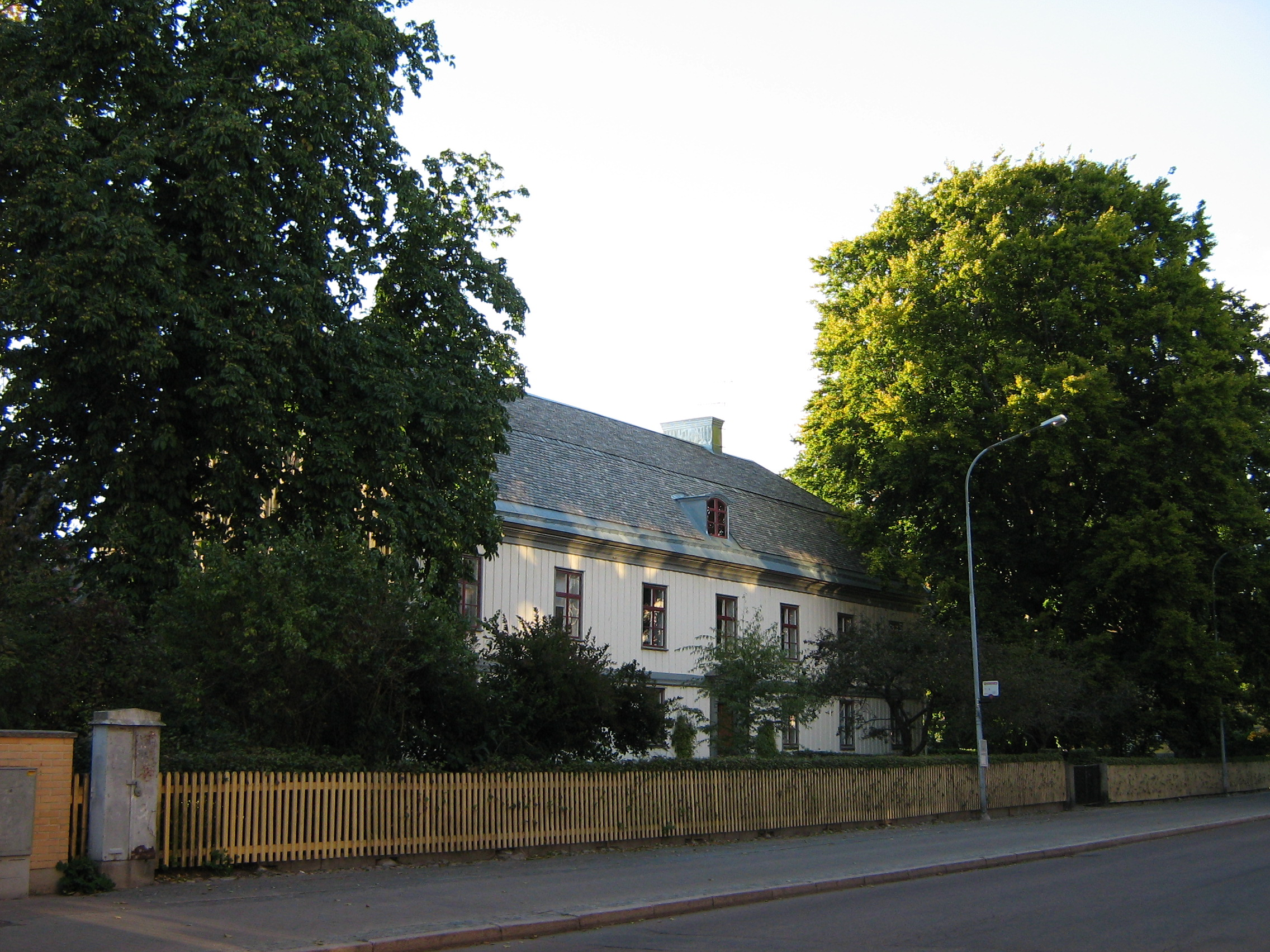
Будинок архієпископів
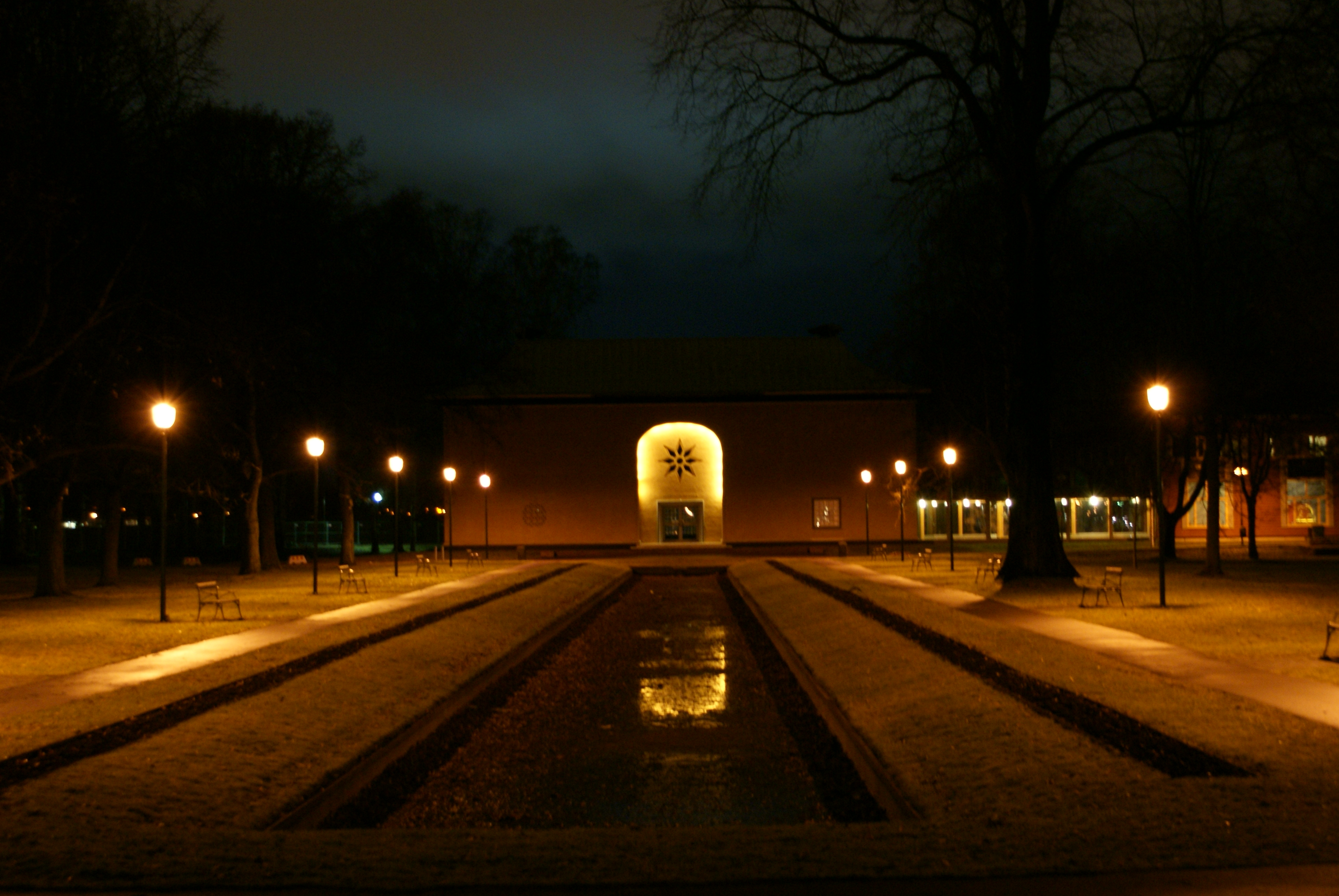
Музей Värmland вночі
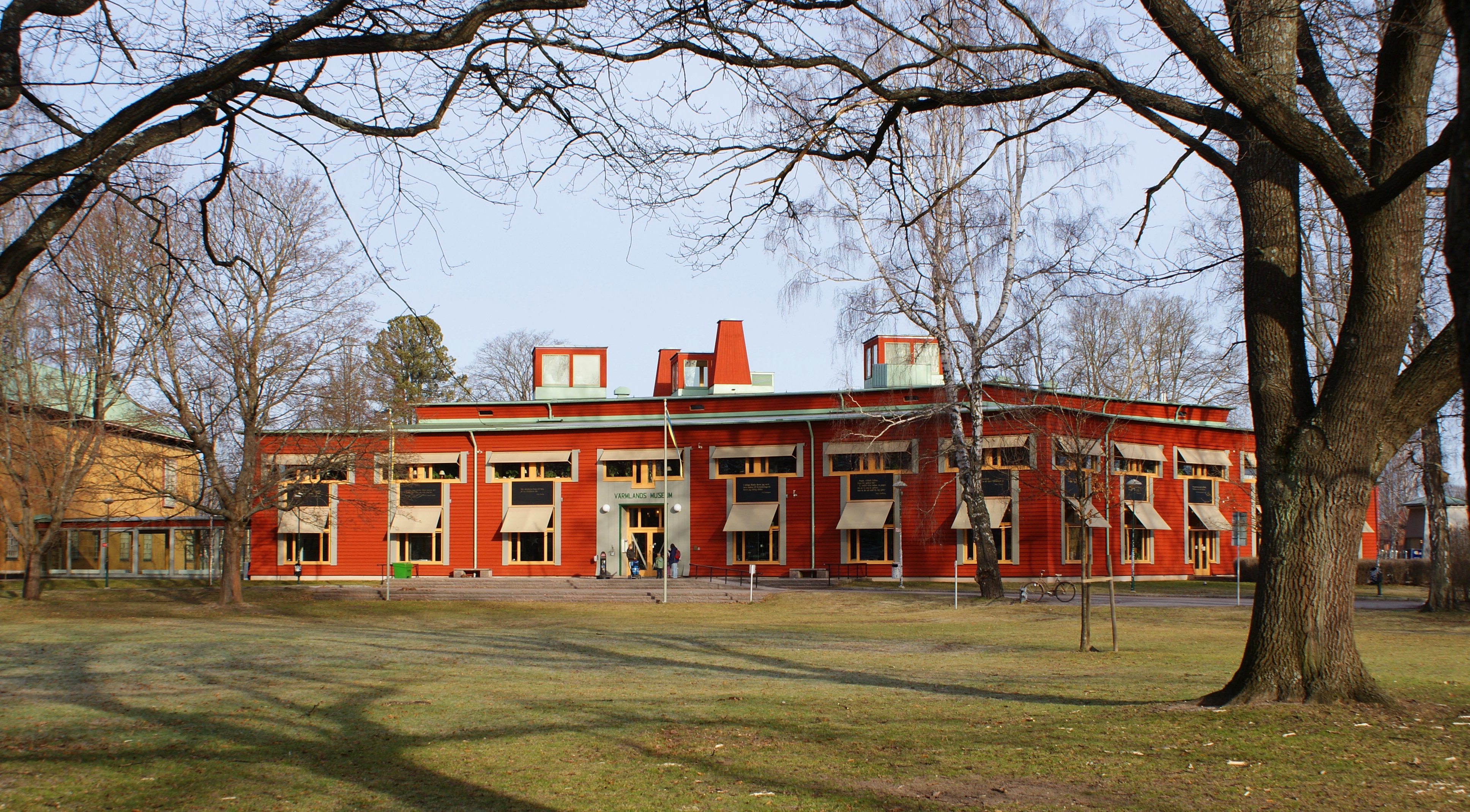
Нова частина музею
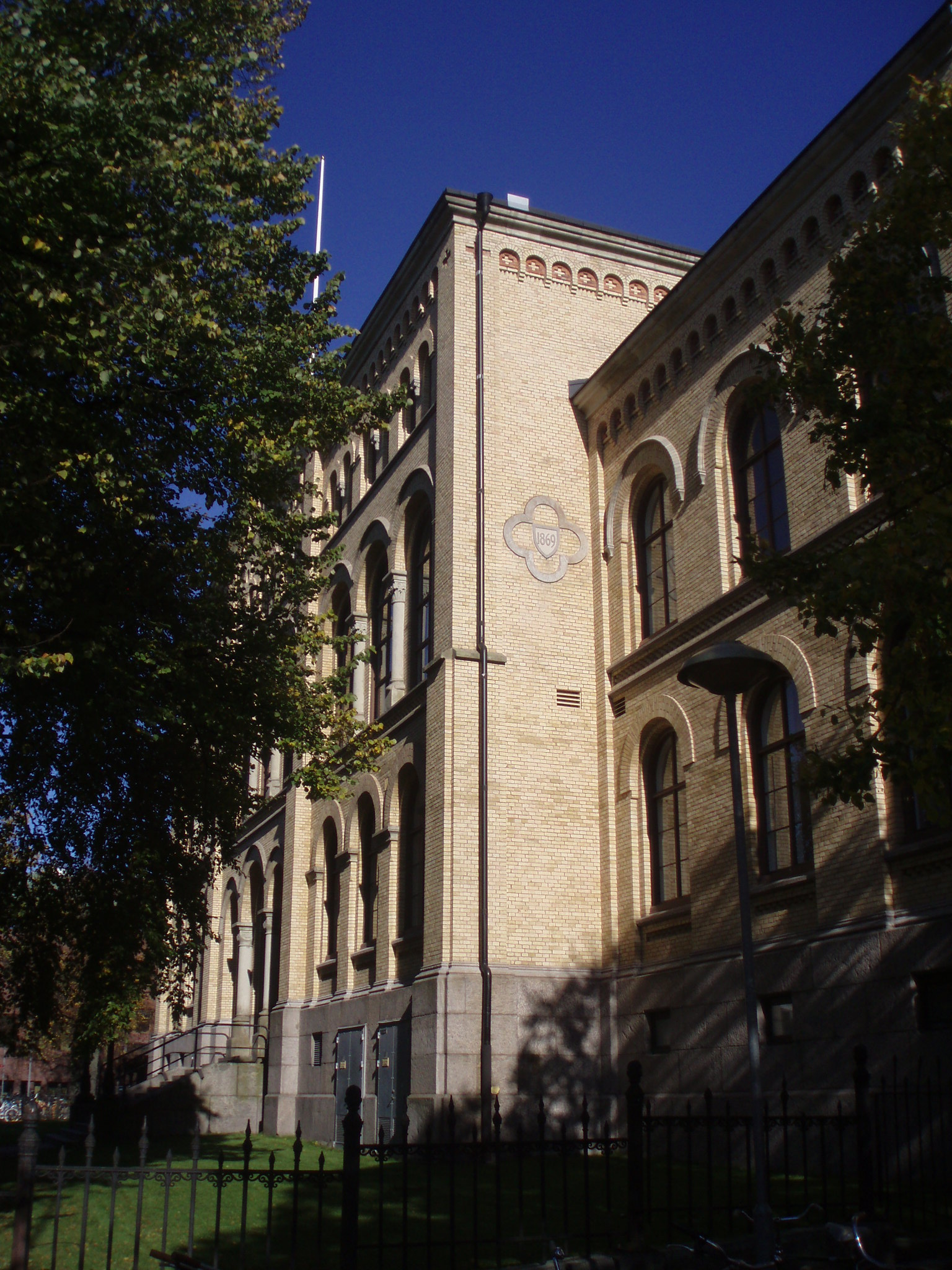
Вища школа
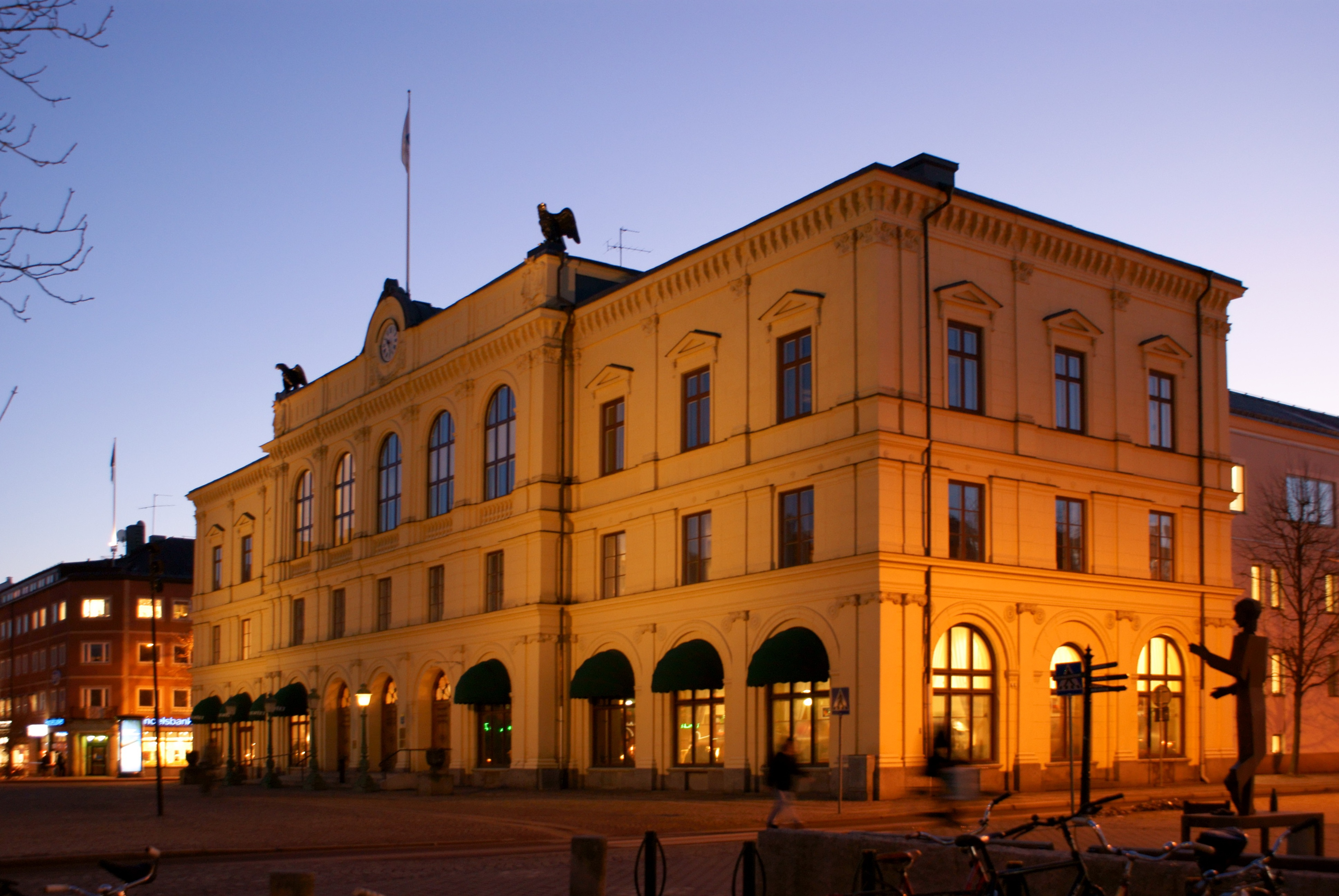
Міський пагорб